# Хафъз Мехмед паша Ерзурумлу
Хафъз Мехмед паша Ерзурумлу (на турски: Erzurumlu Hafız Mehmed Paşa) е османски офицер и чиновник.

## Биография
Хафъз Мехмед е роден през 1844 г. или 1847 г. в Ерзурум в семейството на едрия чифликчия Юсуф ефенди.
Завършва военно училище и участва в Руско-турската война (1877 – 1878) като служи при Кюрд Исмаил Хакъ паша.
След войната работи в администрациите в Солун, Шкодра, Драч, Прищина. От май 1892 до декември 1893 г. е валия на Басра. От декември 1893 до април 1900 г. е валия на Косовския вилает в Скопие. Хафъз паша покровителства сръбската пропаганда, дава на сърбите църкви и училища и с всички средства пречи на дейността на българските владици Максим Скопски (по-късно Пловдивски) и Синесий Скопски.
От юни 1900 г. до февруари (или декември) 1903 г. е валия на Триполи. От януари до април 1903 г. отново е валия в Скопие.
Умира от пневмония през 1903 г. в град Скопие.